# Victoria Beckham
Victoria Caroline Beckham (született Adams; Harlow, Essex, 1974. április 17.) angol énekesnő, dalszerző, táncosnő, modell, divattervező és üzletasszony. Az 1990-es években népszerű Spice Girls angol együttes egyik tagjaként lett híres; az együttesben a Posh Spice nevet kapta. Az együttes felbomlása óta szólóénekesként tíz Top 10 kislemeze volt az Egyesült Királyságban, legsikeresebb az első, az Out of Your Mind. A Virgin Records és Telstar Records lemezcéggel is volt szerződése.
A divatvilágban még nagyobb sikert aratott, tervezett farmerkollekciót VB Rocks néven a Rock & Republic cégnek, és később saját márkáját, a dVb Style-t is megjelentette. Napszemüvegeket, retikülöket, ékszereket és egy Intimately Beckham nevű parfümöt is megjelentetett.
Öt dokumentumfilmben szerepelt, köztük a Being Victoria Beckham és a The Real Beckhams címűekben. 2007-ben az Egyesült Államokba költözött családjával, ennek a Victoria Beckham: Coming to America című dokumentumfilm állít emléket. 2009-ben a férjével, David Beckham labdarúgóval közös vagyonukat 125 millió angol fontra becsülték.

## Élete
Anthony William Adams elektromérnök és Jacqueline Doreen Cannon gyermekeként született. Goff's Oak-ban nőtt fel, Hertfordshire-ben. Két húga van. Mielőtt csatlakozott a Spice Girlshöz, Victoria táncosként dolgozott és a Magyarországon nem nagyon ismert Persuasion együttes tagja volt. 1999. július 4-én feleségül ment a korábbi angol válogatott csapatkapitányhoz, a jelenleg visszavonult futballozó David Beckhamhez, akitől három fia és egy lánya van: Brooklyn Joseph (1999. március 4.), Romeo James (2002. szeptember 1.), Cruz David (2005. február 20.) és Harper Seven (2011. július 10.). Brooklyn és Romeo keresztapja Elton John és David Furnish, a keresztanyjuk pedig Elizabeth Hurley.

## Zenei karrierje

### Virgin Records
Annak ellenére, hogy Victoria az egyik leghíresebb médiasztár Angliában, a karrierje nem valami sikeres.
2000 augusztusában vette fel először az együttes nélkül egy dalát: az Out of Your Mindot, Dane Bowers és a Garage Act the Truesteppers együttes közreműködésével. Az Out of Your Mind óriási publicitást kapott, az első héten 180 584 darabot adtak el belőle (ezzel a számmal általában garantált a slágerlista első helye).
Mint a Spice Girls többi tagja, Victoria is a Virgin Records-szal írt alá egyéni szerződést. 2001 szeptemberében énekelt először közönség előtt, a Not Such An Innocent Girl-t.

## Diszkográfia
Lásd még: Spice Girls-diszkográfia
Nagylemezei
- VB (2001)
- Open Your Eyes (Kiadatlan album)
- Come Together (Kiadatlan album)

Kislemezei
- Out of Your Mind (2000)
- Not Such an Innoncent Girl (2001)
- A Mind of Its Own (2002)
- Let Your Head Go (2003)
- This Groove (2003)

## Könyve
- Learning to Fly (2001)